# 44.Deluxe
44.Deluxe è il primo album in studio del gruppo italiano Bnkr44 pubblicato il 4 novembre 2020.

## Tracce
Testi e musiche di Bnkr44.
1. Luci – 3:30
2. Temporale – 2:26
3. Troppe caramelle – 2:45
4. Sabbia – 3:16
5. Non riciclo + – 0:59
6. Pianeta 3 – 2:01
7. Latte e cereali – 1:51
8. Disordine – 3:04
9. Trash Talker 2 – 1:35
10. Aquiloni – 2:05
11. Storia infinita – 1:22
12. Sparisci – 2:25
13. Finale strano – 4:13